# Mason Locke Weems
Pour les articles homonymes, voir Weems.
Mason Locke Weems dit Parson Weems, né le 11 octobre 1759 dans le comté d'Anne Arundel, dans l'État du Maryland et mort le 23 mai 1825 à Beaufort, en Caroline du Sud, était un imprimeur et auteur américain.
Il est connu pour ses histoires mettant en scène George Washington, dont la plus célèbre est l'épisode du cerisier, lequel présente le président des États-Unis comme incapable de mensonge. Ces récits inventés paraissent dans The Life of Washington (1800) et participent au mythe de Washington. Weems a par la suite écrit d'autres livres sur plusieurs personnalités de l'histoire de l'Amérique comme Life of general Francis Marion (1805), Life of Benjamin Franklin, with Essays (1817) et Life of William Penn (1819).